# Spiralarm

Die Whirlpool-Galaxie mit rötlich hervorstechenden Sternentstehungsgebieten in ihren Spiralarmen

Als Spiralarme werden spiralförmige Ausleger von Galaxien bezeichnet. Sie sind aus Gas und hellen Sternen zusammengesetzt und durch weniger helle, nur augenscheinlich leere Zwischenräume voneinander getrennt. Galaxien mit dieser Struktur werden daher auch Spiralgalaxien genannt.

## Astronomische Bedeutung
Die Spiralarme sind Gebiete der bis heute anhaltenden Sternentstehung und wurden erstmals visuell Anfang des 19. Jahrhunderts beobachtet und um 1880 erstmals fotografiert. Im Andromedanebel M 31 konnte Edwin Hubble in den 1920er Jahren die äußersten Bereiche in Einzelsterne auflösen und dadurch nachweisen, dass die Spiralgalaxien nicht, wie zunächst angenommen, Gas- oder Staubnebel, sondern gewaltige Sternsysteme sind. Die Existenz von Spiralarmen der Milchstraße wurde erstmals 1951 von einem Team um William Morgan nachgewiesen.
Die Spiralarme entstehen aus dem Zusammenwirken von Gravitation und Sternentstehung und enthalten daher große Mengen Gas. Der gasförmige Wasserstoff lässt sich durch seine 21-cm-Radiostrahlung (HI-Linie) seit etwa 1950 nachweisen und erlaubt, die Struktur unserer Milchstraße auch hinter dem Milchstraßenzentrum zu erforschen, das im optischen Bereich des Spektrums von großen Dunkelwolken verdeckt wird.

## Entstehung

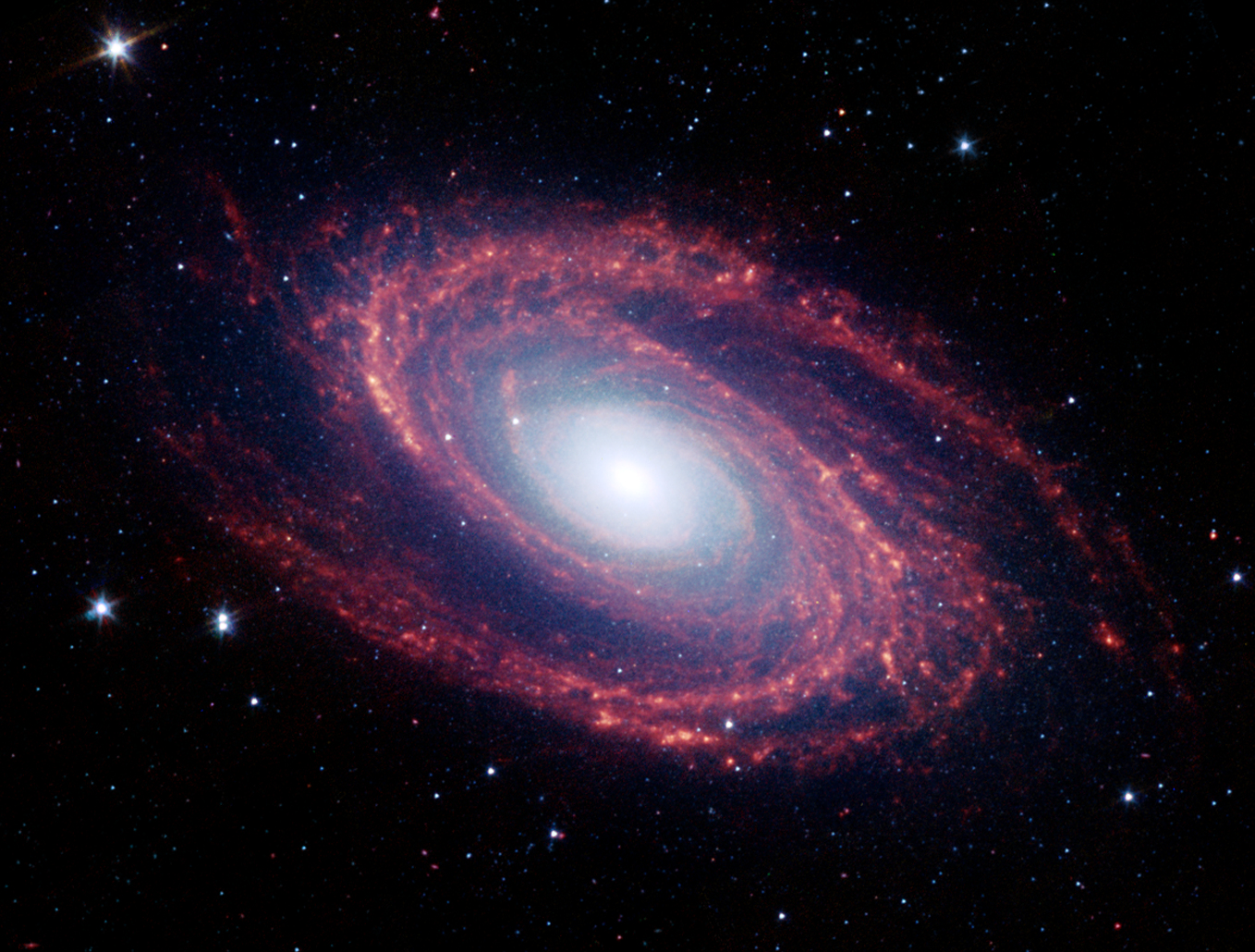
Die Spiralarme sind heller als der Rest der Scheibe, sie haben keine starre Struktur.

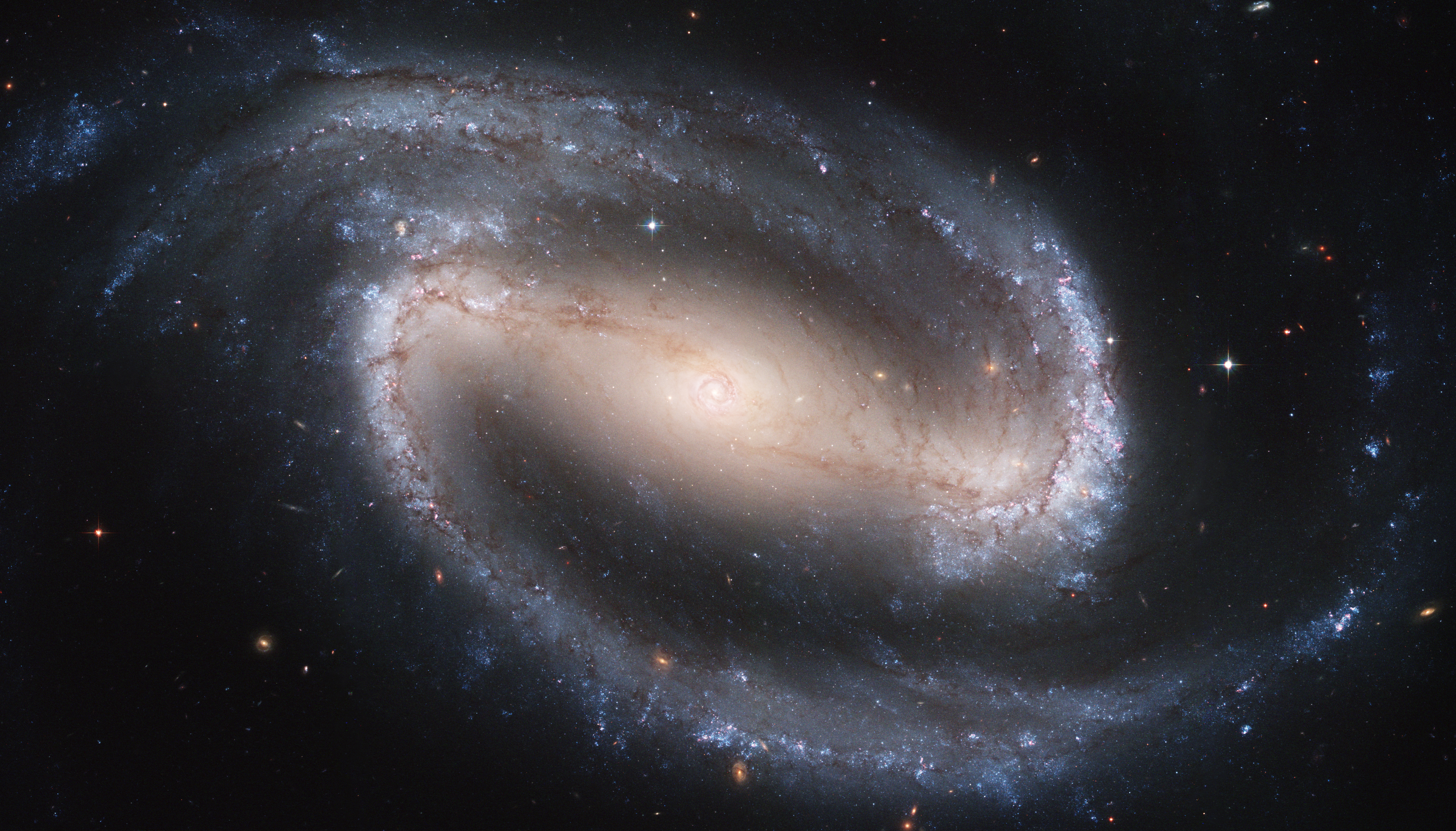
Balkenspiralen (hier: NGC 1300) sind ein Zwischenstadium in der Entwicklungsgeschichte von Spiralgalaxien.

Auch wenn es bei einer Spiralgalaxie so aussieht, als würde sie nur innerhalb ihrer Spiralarme existieren, so sind die Bereiche zwischen den Spiralarmen nicht leer, sondern einfach nur weniger leuchtstark. Auch hier befinden sich verhältnismäßig viele Sterne.
Welche Prozesse für die Entstehung der Spiralstruktur verantwortlich sind, ist bislang noch nicht eindeutig geklärt. Jedoch ist klar, dass die zu den Spiralarmen gehörigen Sterne keine starre Struktur bilden, die sich in Formation um das jeweilige Galaxienzentrum dreht. Wäre dies der Fall, würde sich die Armstruktur einer Spiralgalaxie aufgrund der unterschiedlichen Bahngeschwindigkeiten innerhalb relativ kurzer Zeit aufwickeln und unkenntlich werden. Eine Galaxie rotiert also nicht starr wie ein Rad; vielmehr laufen die einzelnen Sterne während ihres Umlaufs um das Zentrum aus den Spiralarmen heraus und hinein.
Eine Erklärung bietet die These, dass die Spiralarme sichtbarer Ausdruck stehender Dichtewellen sind (etwa wie Schallwellen in Luft), die in der galaktischen Scheibe umlaufen. Diese Dichtewellentheorie wurde zuerst von Chia-Chiao Lin und Frank Shu in den 1960er Jahren aufgestellt. Dabei sind die Spiralarme Zonen erhöhter Materiedichte und Sternentstehung, die sich mit anderer Geschwindigkeit als die einzelnen Sterne durch die Scheibe bewegen. Während ihrer Lebenszeit bewegen sich Sterne von ihren Geburtsstätten weg und verteilen sich auf die Scheibe. Besonders massereiche und leuchtkräftige Sterne entfernen sich allerdings aufgrund ihrer kürzeren Lebensdauer nicht soweit von ihren Entstehungsgebieten, weswegen diese dann als helle Spiralarme hervortreten. Daher gehören zu den dort befindlichen stellaren Objekten vor allem Sterne der Spektralklassen O und B, Überriesen und Cepheiden, alle jünger als 100 Millionen Jahre. Sie stellen jedoch nur einen geringen Prozentsatz der Sterne in einer Spiralgalaxie dar. Der größte Teil der Masse eines solchen Sternensystems besteht aus alten, massearmen Sternen, die sich im Laufe ihres langen Lebens weit von den Spiralarmen entfernen können.
Die Dichtewellen entstehen durch das Zusammenspiel aller Sternumlaufbahnen, denn die Sterne bewegen sich nicht wie etwa die Planeten im Sonnensystem gleichmäßig um ein festes Zentrum (ein Schwarzes Loch im Galaxienzentrum), weil dafür die Gesamtmasse der Galaxie nicht konzentriert genug ist. Daher kehrt ein Stern nach einer Umrundung des Galaxienzentrums nicht wieder an seinen Ausgangspunkt zurück, die Bahnen sind also keine Ellipsen, sondern besitzen die Form von Rosetten. Dichtewellen entstehen, wenn sich viele Sterne gleich schnell bewegen. So sind in einer Balkenspiralgalaxie alle Bahnen gleich gegeneinander ausgerichtet, in einer reinen Spiralgalaxie dagegen noch gegeneinander verschoben. Die Synchronisierung der Bahnen erfolgt durch gravitative Rückkopplung.
Mittels Computersimulationen, die auch interstellares Gas berücksichtigen, kann die Ausbildung von Spiralarmen modelliert werden. Dabei zeigt sich, dass diese keineswegs statisch sind, sondern entstehen und vergehen. Danach durchläuft jede Galaxie eine zyklische Umwandlung von der Balken- in die reine Spiralform und zurück mit einer Periode von ca. 10 Milliarden Jahren. Ferner stören die Spiralarme die Bahnkurven der Sterne, was zu den sogenannten Lindblad-Resonanzen führt.